# Sant Agustí des Vedrà
Sant Agustí des Vedrà és un poble del municipi de Sant Josep de sa Talaia, a l'illa d'Eivissa. Té 12.085 habitants (2022).
El nucli urbà està ubicat al nord-oest del centre municipal al capdamunt del Puig des Vedrà, que li permet una bona panoràmica de l'entorn. Prop hi ha cales com Platges de Comte, Cala Bassa, Port des torrent, Cala de Bou, Platja des Serral, Platja de s'Estanyol i Platja des Pouet.
La població gira al voltant de l'església de Sant Agustí, construïda el 1786, però que no va ser finalitzada fins principis del segle xix. Té la particularitat de ser l'únic temple de l'illa orientat cap al nord. L'explicació es troba en què dues famílies van insistir que l'església estava construïda en els seus terrenys. Així, per acontentar-los, es va alçar una façana de cara a les dues cases dels disputants. Originalment era una senzilla construcció rectangular, i el 1850 es van afegir dues capelles que li van atorgar l'aspecte cruciforme actual.
Hi destaca la seua producció vinícola.
La cova de sa Llenya, situada a la costa de la vénda de Dellà Torrent, és una cavitat estreta d'entre 25 a 30 metres de fondària.